# Litargus kyushuensis
Litargus kyushuensis es una especie de coleóptero de la familia Mycetophagidae.

## Distribución geográfica
Habita en Rusia.